# Большой Верх
Большой Верх — деревня Лебедянского района Липецкой области. Входит в состав Яблоневского сельсовета.

## География
Расположена на реке Красивая Меча в 28 км к северо-западу от города Лебедянь и в 78 км от Липецка.

## Топонимика
По одной из версий, свое название деревня получила по вершине одной из балок, упоминавшейся в документах 1630-х гг.

## История
Деревня возникла в середине — второй половине XVII века.
По сведениям 1911 года действовала земская школа. Перепись 1926 года отметила здесь 168 дворов и 792 жителя.
В 1968 году в деревне открылся новый сельский универмаг.
Во второй половине XX века в Большой Верх стали переезжать жители окрестных деревень.
В XXI веке Большой Верх остается крупнейшим населенным пунктом этой местности.

## Население
| 2010 |
| ---- |
| 225  |

### Национальный и гендерный состав
В 1862 году в деревне в 49 дворах проживали 399 мужчин и 381 женщин.
По сведениям 1911 года в 128 дворах — проживают лиц 466 мужского, 461 женского пола.
Перепись 1926 года отметила 168 дворов и 792 жителя.
Согласно результатам переписи 2002 года, в национальной структуре населения
русские составляли 89 % из 250 чел.. Из них мужчин 119, женщин 131 чел.

## Инфраструктура
Отделение почтовой связи 399624.
Личное подсобное хозяйство. К 1997 г. в 92 хозяйства проживали 196 жителей.

## Транспорт
По северной окраине проходит автодорога 42К-527.
Просёлочные дороги.